# Spergularia microsperma
Spergularia microsperma là loài thực vật có hoa thuộc họ Cẩm chướng. Loài này được Asch. miêu tả khoa học đầu tiên.